# Novi (Michigan)
Novi ist eine Stadt im Oakland County in Michigan, Vereinigte Staaten. Zum Zeitpunkt des United States Census 2000 hatte Novi 47.386 Einwohner. Bei einer besonderen Einwohnerzählung im Jahr 2007 ergab sich eine Bevölkerung von 52.231 Personen. 2020 waren es bereits 66.243 Einwohner. Die Stadt liegt rund 40 km nordwestlich des Zentrums von Detroit und stellt eine principal city der Metro Detroit dar. Die City liegt innerhalb der Grenzen der Novi Township, wobei der verbleibende gemeindefrei Teil der Township nur ein kleines Bruchstück ist, der von der City umgeben wird.

## Geographie
Nach den Angaben des United States Census Bureaus hat die Stadt eine Fläche von 81,1 km², wovon 78,9 km² auf Land und 2,2 km² (= 2,74 %) auf Gewässer entfallen. Walled Lake, der zum größten Teil innerhalb der Stadt liegt, ist der größte See in der Stadt. In ihm hat der Middle Branch des Rouge River seinen Ursprung. Shawood Lake liegt südlich davon. Mehrere kleinere Seen liegen innerhalb der Stadt. Sie entstanden durch Tagebau von Kies oder wurden künstlich als Regenrückhaltebecken geschaffen. Der größte Teil der Stadt entfällt auf das Einzugsgebiet des Rouge Rivers, ein kleiner Teil entwässert allerdings in den Huron River.
Nördlich von Novi liegt die Stadt Walled Lake und die Commerce Township, im Nordwesten liegt Wixom, im Westen die Lyon Township, im Süden Northville und die Northville Township und östlich Farmington Hills. Der kleine gemeindefreie Teil der Novi Township liegt im südlichen Teil Novis, fast an der Stadtgrenze zur City of Northville.
Am östlichen Rand Novis befindet sich ein Autobahnkreuz. Hier biegt die von Westen kommende Interstate 96 nach Süden ab und überlappt dabei mit der von Norden kommenden Interstate 275. Ostwärts weiter führt Interstate 96, während Michigan State Route 5 gemeinsam mit der I-275 vom Norden kommt und dann durch Farmington Hills in südöstlicher Richtung führt.

## Geschichte
Die Bemühungen, Novi ein Status als City zu geben, reichen bis in das Jahr 1959 zurück, doch Abstimmungen der Bürger scheiterten 1959 und 1962. Schließlich war eine weitere Abstimmung im Mai 1968 erfolgreich und Novi wurde 1969 schließlich als City inkorporiert.
Die Geschichte Novis geht jedoch bis in die 1830er Jahre zurück. Schon in der Zeit der Besiedlung durch Indianer existierte ein Pfad, der in den 1830er Jahren zunächst zu einer unbefestigten Straße erweitert wurde. Durch ein Privatunternehmen wurde die Strecke schon bald mit Holzbohlen ausgebaut, 1836 zwischen Detroit und Farmington und 1851 schließlich bis Lansing. Die Grand River Road war als Mautstraße solange rentabel, wie zwischen Detroit und Lansing eine Postkutschenverbindung bestand. Als sich nach dem Sezessionskrieg die Eisenbahnen zum wichtigsten Verkehrsmittel entwickelten, wurde die Straße vernachlässigt. Der Aufstieg des Automobilverkehrs in der ersten Hälfte des 19. Jahrhunderts führte zum Ausbau des Straßennetzes auch in Michigan, die Straße durch Novi wurde Teil des U.S. Highway 16. Zwischen 1956 und 1957 wurde der Abschnitt zwischen Farmington und Brighton als Autobahn neugebaut und später in das Interstate-Highway-System als Interstate 96 eingegliedert.
Nach dem Zweiten Weltkrieg setzte in Novi ein Wachstum von Bevölkerung, Industrie und Gewerbe ein, das bis zur Gegenwart nicht gebrochen ist. Der Bau der Twelve Oaks Mall in den 1970er Jahren trug hierzu bei.

## Historische Stätten
Die Farm von Jacob und Rebecca Fuerst war ein in Michigan als historisch anerkanntes Gebäude und in das National Register of Historic Places eingetragen, die Stadtverwaltung ließ jedoch im Jahr 2008 die Gebäude niederreißen.
Weitere historische Bauwerke sind die Colonel Samuel White Homestead und das Novi Depot, das ein Teil der ursprünglichen Bahnanlage von 1871 war und zur Holly, Wayne and Monroe Railroad gehörte.

## Demografische Daten
Zum Zeitpunkt des United States Census 2000 bewohnten Novi 47.386 Personen. Die Bevölkerungsdichte betrug 600,5 Personen pro km². Es gab 19.649 Wohneinheiten, durchschnittlich 249 pro km². Die Bevölkerung Novis bestand zu 87,26 % aus Weißen, 1,92 % Schwarzen oder African American, 0,19 % Native American, 8,67 % Asian, 0,02 % Pacific Islander, 0,47 % gaben an, anderen Rassen anzugehören und 1,48 % nannten zwei oder mehr Rassen. 1,80 % der Bevölkerung erklärten, Hispanos oder Latinos jeglicher Rasse zu sein. Der Zensus 2010 stellte eine Einwohnerzahl von 55.224 fest. Das entspricht einem Zuwachs von 16,5 %.
Die Bewohner Novis verteilten sich auf 18.726 Haushalte, von denen in 36,3 % Kinder unter 18 Jahren lebten. 56,2 % der Haushalte stellten Verheiratete, 7,1 % hatten einen weiblichen Haushaltsvorstand ohne Ehemann und 34,2 % bildeten keine Familien. 28,1 % der Haushalte bestanden aus Einzelpersonen und in 5,9 % aller Haushalte lebte jemand im Alter von 65 Jahren oder mehr alleine. Die durchschnittliche Haushaltsgröße betrug 2,52 und die durchschnittliche Familiengröße 3,17 Personen.
Die Bevölkerung verteilte sich auf 27,6 % Minderjährige, 6,7 % 18–24-Jährige, 35,7 % 25–44-Jährige, 21,9 % 45–64-Jährige und 8,1 % im Alter von 65 Jahren oder mehr. Das Durchschnittsalter betrug 35 Jahre. Auf jeweils 100 Frauen entfielen 96,9 Männer. Bei den über 18-Jährigen entfielen auf 100 Frauen 93,4 Männer.
Das mittlere Haushaltseinkommen in Novi betrug 71.918 US-Dollar und das mittlere Familieneinkommen erreichte die Höhe von 91.369 US-Dollar. Das Durchschnittseinkommen der Männer betrug 65.590 US-Dollar, gegenüber 38.432 US-Dollar bei den Frauen. Das Pro-Kopf-Einkommen belief sich auf 35.992 US-Dollar. 2,2 % der Bevölkerung und 1,6 % der Familien hatten ein Einkommen unterhalb der Armutsgrenze, davon waren 2,4 % der Minderjährigen und 2,7 % der Altersgruppe 65 Jahre und mehr betroffen.

## Partnerstädte
- Ōwani, Japan

## Söhne und Töchter der Stadt
- Sanjay Gupta (* 1969), Neurochirurg und Autor
- Kimberly Hildreth (* 1991), Beachvolleyball- und Volleyballspielerin
- Kaitlyn Maher (* 2004), Schauspielerin und Sängerin